# Movimento de 30 de Maio

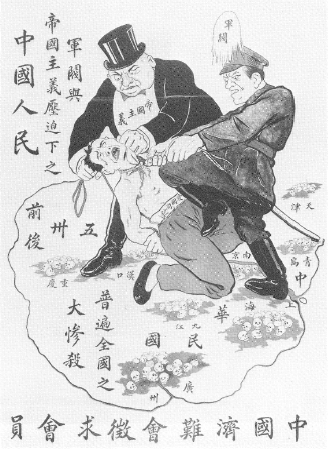
Um pôster de propaganda retratando um ocidental e um senhor da guerra chinês torturando um manifestante após o Movimento de 30 de Maio na China.

O Movimento de 30 de Maio foi um grande movimento trabalhista e anti-imperialista durante meados do período da era da República da China. Tudo começou quando a Polícia Municipal de Xangai abriu fogo contra manifestantes chineses no Assentamento Internacional de Xangai em 30 de maio de 1925 (o massacre de Xangai de 1925). Na época, os tiroteios provocaram censura internacional e manifestações e tumultos anti-estrangeiros em todo o país.